# Garde impériale Shi'ar
Pour les articles homonymes, voir Garde impériale.
La Garde impériale Shi'ar (Imperial Guard) est une armée  fictive appartenant à l'empire extraterrestre Shi'ar et évoluant dans l'univers Marvel de la maison d'édition Marvel Comics. Créé par le scénariste Chris Claremont et le dessinateur Dave Cockrum, le groupe apparaît pour la première fois dans le comic book Uncanny X-Men (vol. 1) #107 en octobre 1977.
Dave Cockrum rend hommage à la Légion des Super-Héros de DC Comics sur laquelle il a travaillé, en utilisant pour les premiers membres des costumes et des pouvoirs similaires à ceux des membres de la Légion. Depuis de nouveaux personnages ont été introduits et n'ont pas de lien direct avec les personnages de DC Comics.
Les membres de la garde servent directement sous les ordres de l'Empereur ou de l'Impératrice Shi'ar. Ce sont des agents d'élite mais aussi des gardes du corps. Certaines factions sont établies sur les mondes-frontières. Chaque division est dirigée par un praetor. Tous ceux qui ne peuvent pas voler naturellement sont équipés avec un jetpack anti-gravité. Le membre le plus connu est Gladiator / Kallark.
En 1997, la Garde impériale a eu sa première mini-série intitulée Imperial Guard. De 2009 à 2010, lors du crossover Realm of Kings (en), elle a eu droit à une seconde mini-série, intitulée Realm of Kings: Imperial Guard.

## Biographie du groupe

### Origines
La première Garde a été formée il y a plusieurs siècles, pour combattre Rook'Shir, possesseur de la Force du Phénix. Parmi eux se trouvaient Gladiator, Magic, Mentor et Quasar (Neutron). C'est Gladiator, leur leader, qui tue le rebelle Shi'ar en le décapitant.

### Rencontre avec les X-Men
Les premiers héros terriens qui rencontrent la Garde Impériale Shi'ar sont les X-Men, composés de Colossus, Cyclope, Diablo, Phœnix, Tornade et Wolverine. Les mutants aident la Princesse Lilandra a stopper son frère D'Ken, l'Empereur Shi'ar, qui souhaite acquérir le pouvoir du cristal M'Kraan et cela menace l'existence de l'univers. L'Empereur charge sa Garde impériale d'arrêter Lilandra et ses alliés. Les gardes présents lors de ce premier affrontement sont : Gladiator, Astra, Hopgoblyn, Electron, Fang, Impulse, Magic, Mentor, Midget, Nightside, Oracle, Quasar, Smasher, Starbolt, Tempest et Titan. Ils ont l'avantage et les terriens s'en sortent grâce à l'arrivée des Starjammers : Ch'od, Corsair, Hepzibah et Raza. L'Empereur D'Ken est vaincu. Après délibération du Haut Conseil Shi'ar, Lilandra devient Majestrix de l'Empire.

## Membres
Les membres de la Garde sont sélectionnés sur les différentes planètes de l'Empire. Ils sont entraînés par l'armée Shi'ar et développent ainsi leurs pouvoirs. Quand un des membres est tué au combat, il est souvent remplacé par un congénère de sa propre race. C'est le cas par exemple pour Smasher, lorsque Vril Rokk fut tué Salac Tuur prit sa place avec le même nom de code,.
- Arc[7]
- Astra[8]
- Binder[9]
- Black Light[10]
- Blackthorn[11]
- Blimp[12]
- Chakar[9]
- Commando[13]
- Cosmo[14]
- Delphos[15]
- Electron[16]
- Fader[17]
- Fang[18]
- Flashfire / Tempest[19]
- Gladiator / Kallark[20]
- Glom[21]
- G-Type[22]
- Hardball[23]
- Hobgobelin[24]
- Hussar[25]
- Immundra[26]
- Impulse[27]
- Kwill[9]
- Magique[28]
- Mammoth[26]
- Manta[29]
- Mentor[30]
- Monstra[17]
- Moondancer[31]
- Neosaurus[32]
- Neutron / Quasar[33]
- Nightside[34]
- N'rill'irēē[35]
- Onslaught[36]
- Oracle[37]
- Plutonia[38]
- Schism[39]
- Scintilla[40]
- Séisme (Earthquake)[41]
- Smasher[5],[6]
- Solar Wind[42]
- Squorm[43]
- Starbolt[44]
- Stuff[45]
- Titan[46]
- Voltor[9]
- Voyager[47]
- Warstar[48]
- Webwing[49]
- White Noise[50]
- Zenith[51]

## Praetorians
Lorsque Vulcain accéda à la régence de l'empire Shi'ar. Il créa une mini garde impériale personnelle nommée les Praetorians. Ce groupe d'assassins est mené par Xenith, la cousine de Gladiator, et est composé de Hodinn, Pn'zo, Uncreated, ZZZXX.

## Mini-séries

### Imperial Guard
Imperial Guard est une mini-série de trois comic books édité par Marvel Comics datant de 1997. Les personnages principaux sont des membres de la Garde impériale : Commando / M-Nell, Gladiator, Electron, Flashfire / Grannz, Mentor, Nightside, Oracle / Sybil et Séisme.
Les trois numéros sont
1. Imperious Wrecks, janvier 1997
2. Up From The Depths, février 1997
3. A Mad God Awakens!, mars 1997

L'équipe créatrice est composée du scénariste Brian Augustyn, du dessinateur Chuck Wojtkiewicz, de l'encreur Ray Snyder, du coloriste Brad Vancata, des lettreurs Jon Babcock (#1), Phil Felix (#2), Janice Chiang (#3), du rédacteur Terry Kavanagh et du rédacteur en chef Bob Harras.

### Realm of Kings: Imperial Guard
Realm of Kings: Imperial Guard est une mini-série de cinq comic books édité par Marvel Comics parue de 2009 à 2010, lors du crossover Le Royaume des Rois, Realm of Kings en version originale.

## Versions alternatives
En 1995, la garde impériale Shi'ar apparaît dans le comic book Gambit and the X-Ternals  qui fait partie de l'univers alternatif Age of Apocalypse. Les membres du groupe représentés sont Fang, Gladiator, Hobgoblin, Impulse, Mentor, Nightside, Oracle, Scintilla, Smasher, Starbolt, Titan et Warstar.
En 2003, les membres de la garde impériale Shi'ar font une brève dans le comic book JLA/Avengers.